# 3-hidroksipropionat dehidrogenaza (NADP+)
3-hidroksipropionat dehidrogenaza (+) (EC 1.1.1.298, 3-hidroksipropionatna dehidrogenaza (+)) je enzim sa sistematskim imenom 3-hidroksipropionat:NADP+ oksidoreduktaza. Ovaj enzim katalizuje sledeću hemijsku reakciju
3-hidroksipropionat + NADP+ {\displaystyle \rightleftharpoons } malonat semialdehid + NADPH + H+
Ovaj enzim katalizuje redukciju malonat semialdehida do 3-hidroksipropionata, što je ključni korak u 3-hidroksipropionatnom i 3-hidroksipropionat/4-hidroksibutiratnom ciklusu puta autotrofne CO2 fiksacije, prisutnom kod pojedinih zelenih nesumpornih fototrofnih bakterija i arheja. Ovaj enzim iz Hloroflexus aurantiacus je bifunkcionalan. On takođe katalizuje jednu reakciju nekoliko koraka ranije u sintetičkom putu, EC 1.2.1.75. Ovaj enzim se razlikuje od EC 1.1.1.59, 3-hidroksipropionat dehidrogenaze (NAD+) po kofaktorskoj preferenciji.

## Literatura
- Nicholas C. Price; Lewis Stevens (1999). Fundamentals of Enzymology: The Cell and Molecular Biology of Catalytic Proteins (Third изд.). USA: Oxford University Press. ISBN 019850229X.
- Eric J. Toone (2006). Advances in Enzymology and Related Areas of Molecular Biology, Protein Evolution (Volume 75 изд.). Wiley-Interscience. ISBN 0471205036.
- Branden C; Tooze J. Introduction to Protein Structure. New York, NY: Garland Publishing. ISBN 0-8153-2305-0.
- Irwin H. Segel. Enzyme Kinetics: Behavior and Analysis of Rapid Equilibrium and Steady-State Enzyme Systems (Book 44 изд.). Wiley Classics Library. ISBN 0471303097.

## Spoljašnje veze
- 3-hydroxypropionate+dehydrogenase на 